# Parafia Matki Bożej Nieustającej Pomocy w Lipsku
Parafia Matki Bożej Nieustającej Pomocy w Lipsku, także Parafia Matki Bożej w Lipsku, Parafia Świętej Maryi w Lipsku – rzymskokatolicka parafia znajdująca się w diecezji pińskiej, w dekanacie lachowickim, na Białorusi.

## Historia
W Lipsku znajdowała się kaplica filialna parafii rzymskokatolickiej w Krzywoszynie, w 1884 już niedziałająca. Parafia ta została skasowana przez władze carskie, w ramach represji po powstaniu styczniowym.
Obecny eklektyczny kościół powstał w 1910. W 1915 w wyniku działań wojennych zniszczona została wieża. W czasach sowieckich popadł w ruinę. Odremontowany w połowie pierwszego dziesięciolecia XXI w.

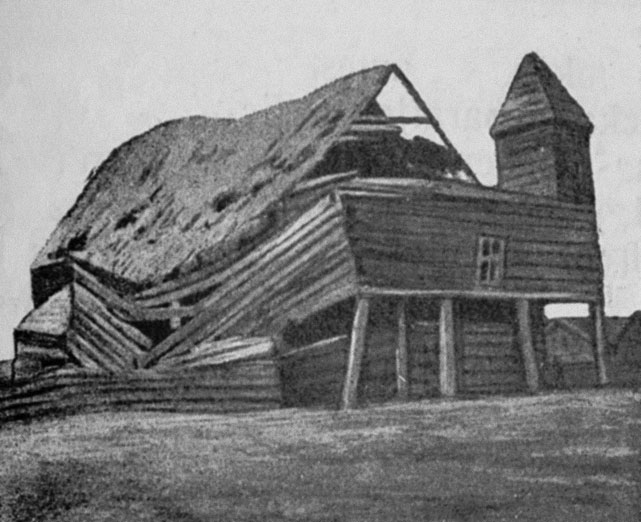
dawna kaplica w 1910
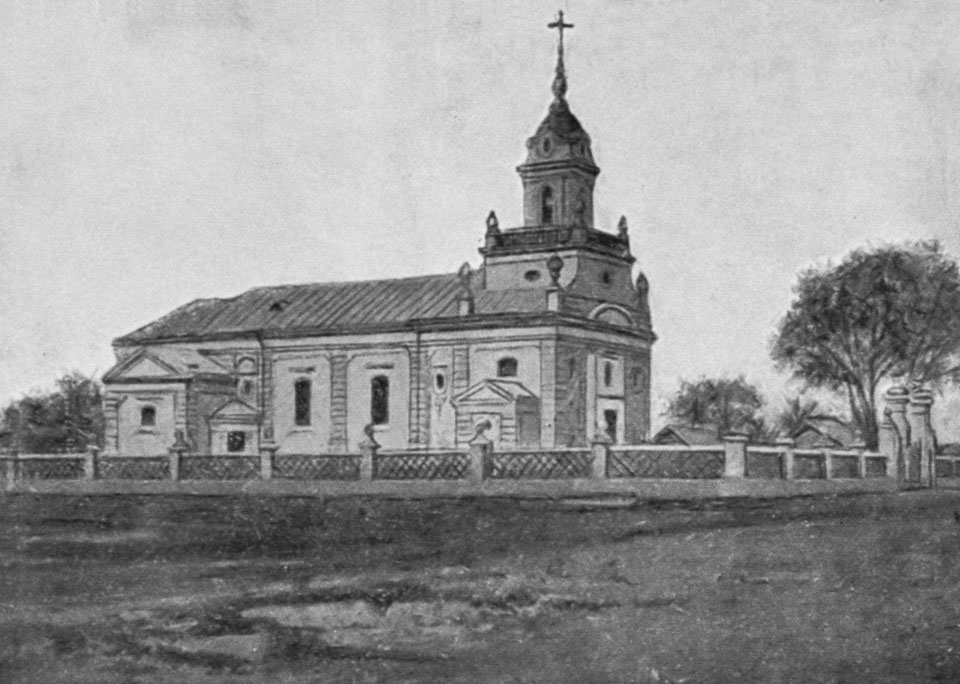
kościół w 1914
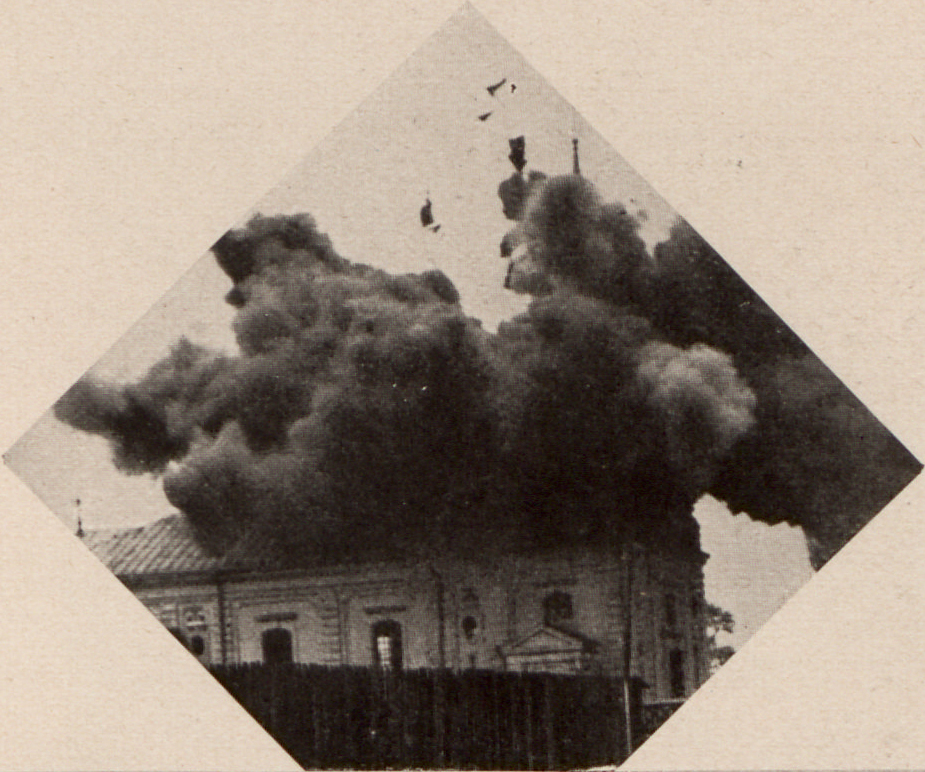
zniszczenie wieży w 1915
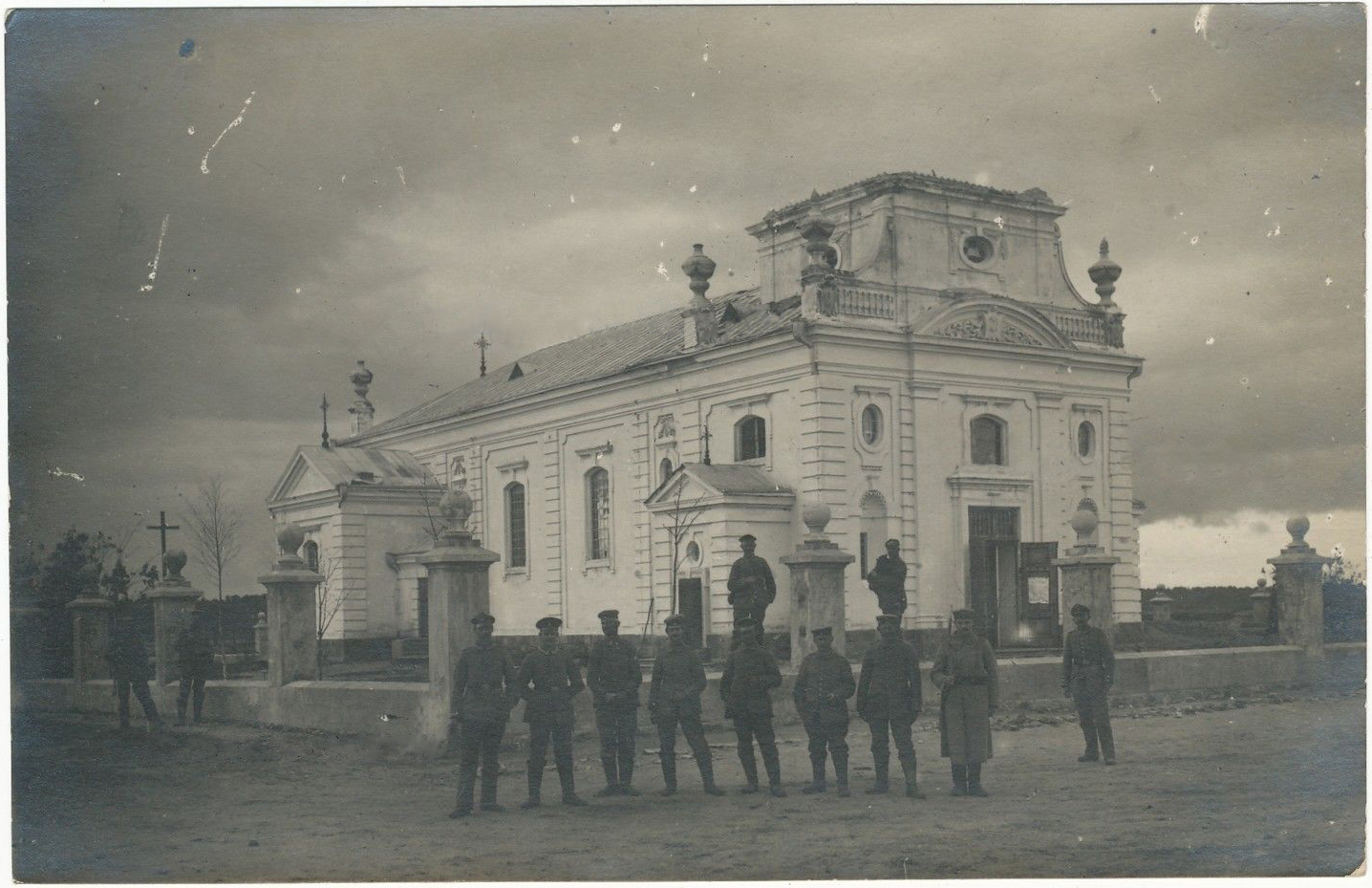
kościół w 1916